# 法國政治
法蘭西第五共和國為一個雙首長制下的民主共和國，其政治體系有別於以分權、自治為主導的歐陸各國，以絕對的中央集權單一制來統治國家，但在其政府內部又竭力均衡權力，防止出現專制獨裁和個人崇拜，用政治制度的改善而非意識形態的對立來謀求“民主”與“效率”之間最大的平衡點。
目前法國的憲法於1958年9月28日由法国民眾全體公民投票通過。1958年10月4日制訂的憲法決定了第五共和國的國家政体運作方式。此後憲法經多次修訂，增強了行政機關與議會的權力。

## 總統

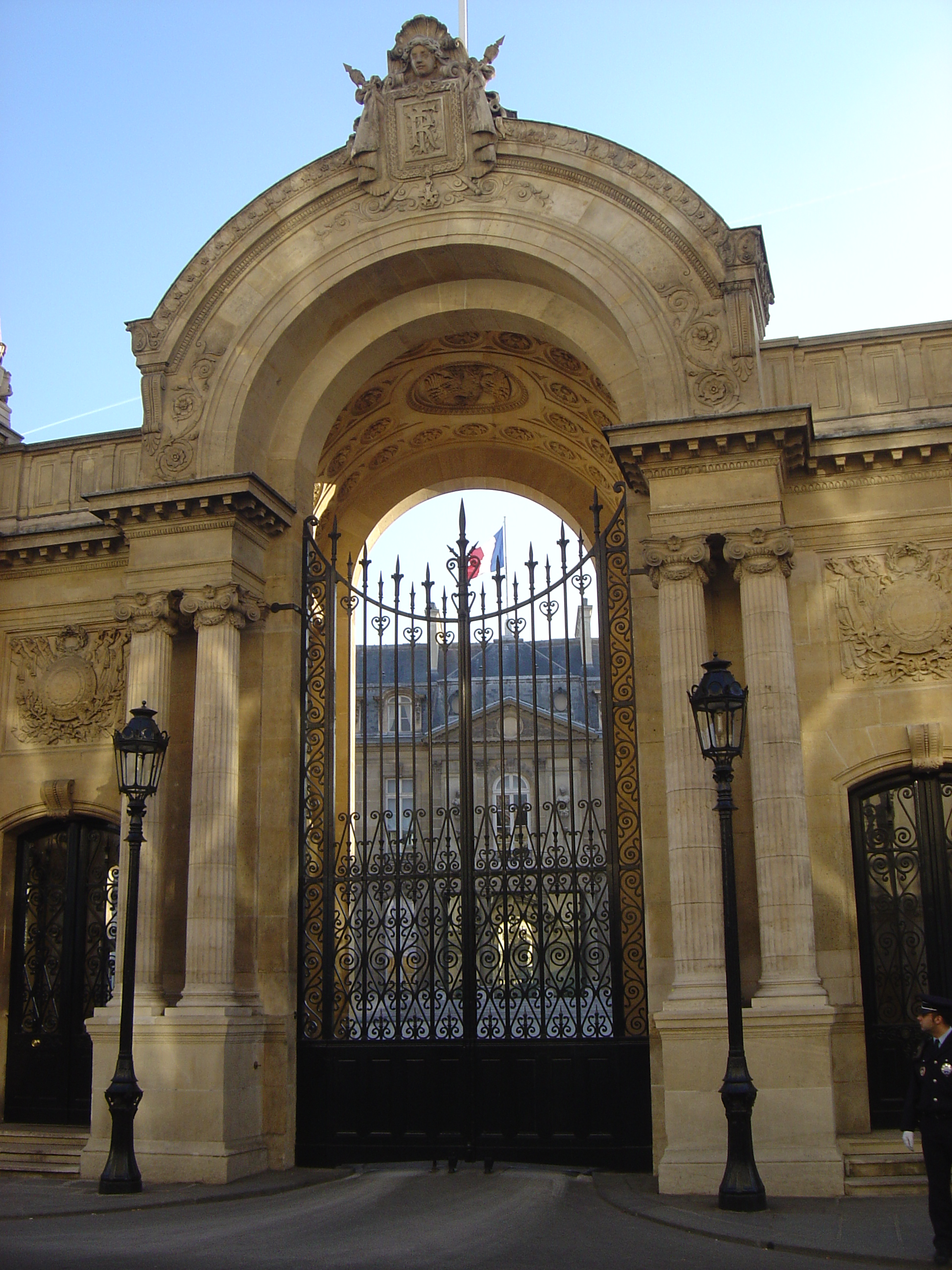
法國總統官邸愛麗舍宮

法国总统是法兰西共和国的国家元首。現時的法國是第五共和，根据1958年的《法国宪法》，其由人民直接选举产生，任期5年（2002年前任期为7年），可连选连任一次。总统是国家元首和武装部队司令。法国自1958年起实行半总统半议会民主制；因此根据新宪法，总统具有很大权力，有权力解散国民议会，组织全民大选，以及在国家非常时期采取必要措施的全权等；同时总统有权任命总理和批准由总理提名的法国政府内阁成员。根据安道尔宪法，法国总统也是安道尔国家元首两大公之一。

## 總理
法国总理（法语：Premier ministre），是现在法国第五共和政府首脑的职称，在第三和第四共和时期又被称为部长会议主席（法语：président du Conseil des ministres）。
目前法国实行的是法国模式的半總統制。法国同时存在总统与总理，总统直接向选民负责，而总理和内阁則向國民议会负责，总理一般是由國民议会多數黨中產生。由此，法国的雙首長制可能会导致“分裂政府”的出现（亦即「左右共治）。過去法国就曾三次出现过分裂政府的局面。2002年縮短總統任期後，若總統及國民議會選舉在差不多同時間舉行，左右共治出現的可能性減低。
现在法国总理主要的职责是主持内政的日常运作，并负责国家的防务和保证法律的实施。

## 國會

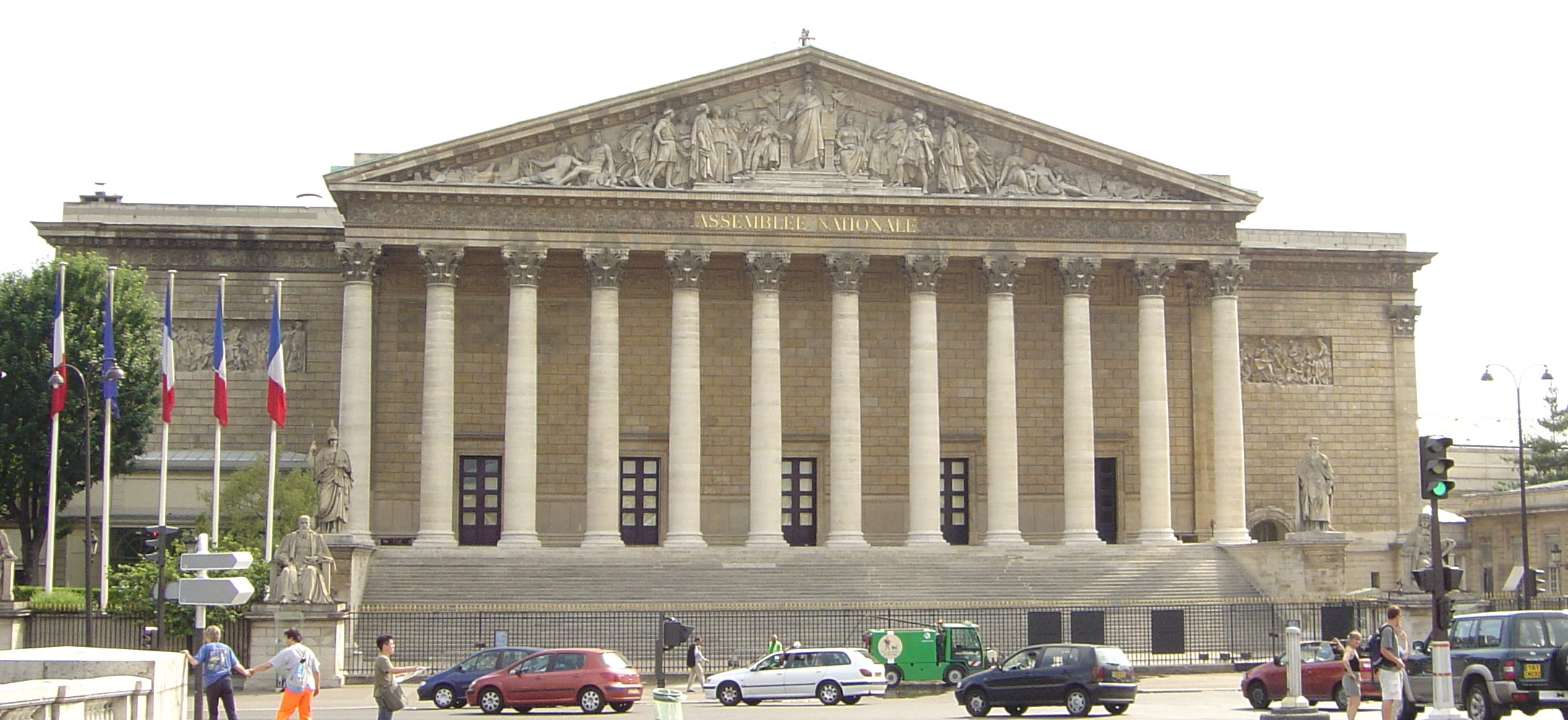
位於塞納河旁的法國國會

國民議會是法國的國會下議院，是國家的最高立法機關，總共有577名議員，每名議員代表單一的選區。議會成員由民眾直接选举經兩輪投票制產生，任期5年。法國總統有權解散國民議會，並為了更好聽從民意重組議會。下議院也有權廢除政府。
參議院，是法國的國會上議院，目前總共有348名參議員，參議員由一個選舉機構選舉產生，選舉成員由地方議會推選選出。參議員任期6年而且每2年更換三分之一的參議員（在2004年9月前，參議員的任期由9年，每3年更換三分之一）。参议院的立法職能受到限制；當兩個議會意見不同時，國民議會擁有最後裁決權。政府對國會的議事日程有很大的影響力。

## 政黨
法國的政黨比較多元，有數百個政黨。目前法國主要政黨有復興黨、共和黨、國民聯盟、社會黨、不屈法國。其他的政黨包括法國共產黨、綠黨等。